# John Case (Leichtathlet)
John Case (John Ruggles Case; * 31. März 1889 in Evanston, Illinois; † 20. Januar 1975 in Oceanside, Kalifornien) war ein US-amerikanischer Hürdenläufer, der sich auf die 110-Meter-Distanz spezialisiert hatte.
Bei den Olympischen Spielen 1912 in Stockholm wurde er Vierter mit seiner persönlichen Bestzeit von 15,3 s.
1910 wurde er US-Meister über 120 Yards Hürden.